# Laurie Metcalf
Lauren Ophelia "Laurie" Metcalf, ursprungligen Metcalfe, född 16 juni 1955 i Carbondale i Illinois, är en amerikansk skådespelare.
Laurie Metcalf är mest känd för rollen som Jackie Harris i komediserien Roseanne (1988–1997), men hon började sin skådespelarkarriär som en av originalmedlemmarna i teaterensemblen Steppenwolf Theatre i Chicago mot skådespelare som John Malkovich och Gary Sinise. Hennes exmake Jeff Perry var en av tre som startade teatertruppen.
Vid Oscarsgalan 2018 var hon nominerad till en Oscar för bästa kvinnliga biroll för rollen i Lady Bird (2017).

## Familj
Laurie Metcalf har tre barn, dottern Zoe Perry (född 1984) ihop med Jeff Perry, sonen Will Theron Metcalf (född 1993) ihop med Matt Roth, make till och med 2014, och dottern Mae som föddes av en surrogatmamma i juli 2005.

## Filmografi i urval
- 1981 – Saturday Night Live (TV-serie) (ett avsnitt)
- 1985 – Susan, var är du?
- 1987 – Den perfekte mannen
- 1988 – Miles from Home
- 1988–1997 – Roseanne (TV-serie) (221 avsnitt)
- 1989 – Uncle Buck
- 1990 – Misstänkta förbindelser
- 1990 – Den objudna gästen
- 1991 – JFK
- 1992 – Alla älskar Hollywood
- 1993 – A Dangerous Woman
- 1993 – Blint vittne
- 1995 – Farväl Las Vegas
- 1995 – Toy Story (röst)
- 1996 – Hej Gud
- 1997 – U-Turn
- 1997 – Chicago Cab
- 1997 – Scream 2
- 1998 – Bulworth
- 1999 – Toy Story 2 (röst)
- 1999–2001 – Norm show (TV-serie)
- 2002 – Skattkammarplaneten (röst)
- 2006 – Beer League
- 2006 – Desperate Housewives (TV-serie) (fyra avsnitt)
- 2007–2018 – The Big Bang Theory (TV-serie) (13 avsnitt)
- 2007 – Familjen Robinson (röst)
- 2007 – Georgia Rule
- 2008 – Stop-Loss
- 2010 – Toy Story 3 (röst)
- 2013–2015 – Getting On (TV-serie) (18 avsnitt)
- 2014–2015 – The McCarthys (TV-serie) (15 avsnitt)
- 2017 – Lady Bird
- 2019 – Toy Story 4 (röst)